# Širín abú Aklehová
Širín abú Aklehová (arabsky شيرين أبو عاقلة‎, v anglické transkripci Shireen Abu Akleh nebo též Aqleh; 3. dubna 1971 Jeruzalém – 11. května 2022 Dženín) byla novinářka palestinsko-amerického původu, reportérka arabského vydání televize Al-Džazíra. Širín abú Aklehová byla zastřelena Izraelskými obranými silami v Palestině při výkonu povolání v květnu roku 2022.

## Životopis
Širín se narodila 3. dubna 1971 v Jeruzalémě v rodině palestinských křesťanů Louly a Nasrího abú Aklehových, příslušníků Melchitské řeckokatolické církve, pocházejících z Betléma. Určitou dobu strávila u příbuzných své matky ve státě New Jersey v USA a získala zde americké občanství.
Studovala na střední škole Růžencových sester v Jeruzalémě a poté nastoupila na Jordánskou univerzitu vědy a technologie ke studiu architektury. Záhy však změnila obor i univerzitu a pokračovala studiem žurnalistiky na Yarmouk University v Jordánsku. Pracovala pro různá média a v roce 1997 začala pracovat pro arabské vydání katarské televize Al Jazeera, ve kterém se zaměřovala na události na okupovaném Západním břehu Jordánu.

## Smrt
Širín abú Aklehová byla zabita ve středu 11. května 2022 na okraji uprchlického tábora v palestinském městě Dženín. 
Izraelský premiér Naftali Bennett původně zveřejnil tweet, v němž obvinil z úmrtí Akleheové palestinské ozbrojence s odvoláním na video zveřejněné izraelskou armádou. Následné vyšetřování Izraelských obranných sil nedokázalo určit jednoznačný zdroj střelby, připouští však že existuje velká pravděpodobnost, že novinářka byla náhodně zastřelena při střelbě vedené na podezřelé osoby v oblasti.
Podle závěrů vyšetřování Forensic Architecture z 20. září 2022 byla usmrcena střelbou při útoku vedeném Izraelskými obrannými silami mířeném na skupinu osob, pro střelce jasně identifikovatelnou jako novináři, přičemž podle autorů se jednalo o cílené zabití. Zpráva tak potvrdila závěry vyšetřování smrti novinářky zpracovaného CNN z května téhož roku.
Investigativní dokumentární film Kdo zabil Shireen?, vydaný v květnu 2025, identifikoval Shireenina vraha jako izraelského vojáka Alona Scagia z jednotky Duvdevan. Vyšetřování odhalilo, že Izrael si byl okamžitě vědom toho, že jeden z jeho vojáků Shireen zastřelil, a to navzdory jejich veřejným pokusům svalit vinu na Palestince. Scagio byl později zabit v boji bombou u silnice v Dženínu 27. června 2024 ve věku 22 let.

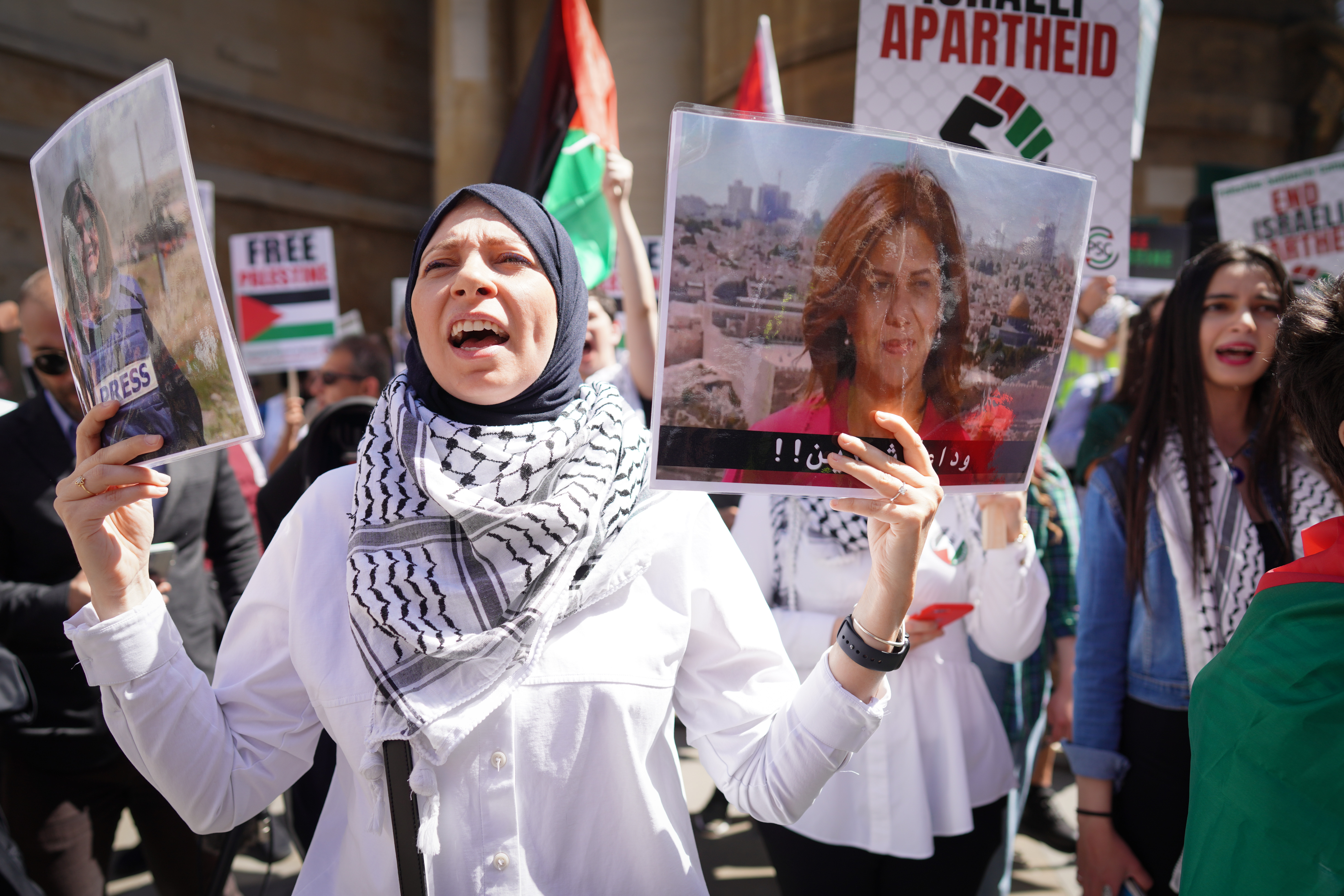
Protestní demonstrance Palestinců v Londýně po zavraždění Širín abú Aklehové

## Galerie

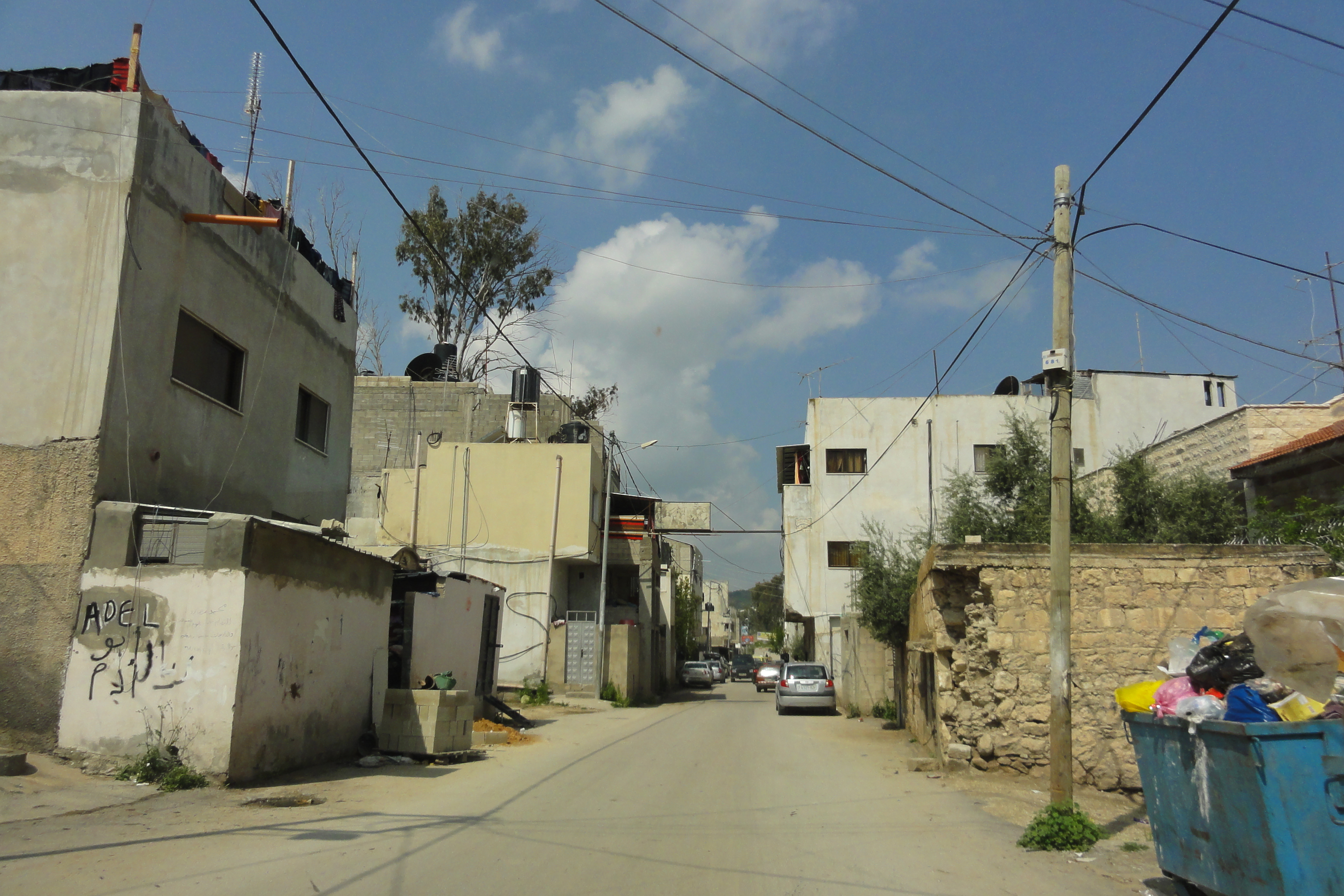
Jedna u ulic Dženínského uprchlického tábora v roce 2011
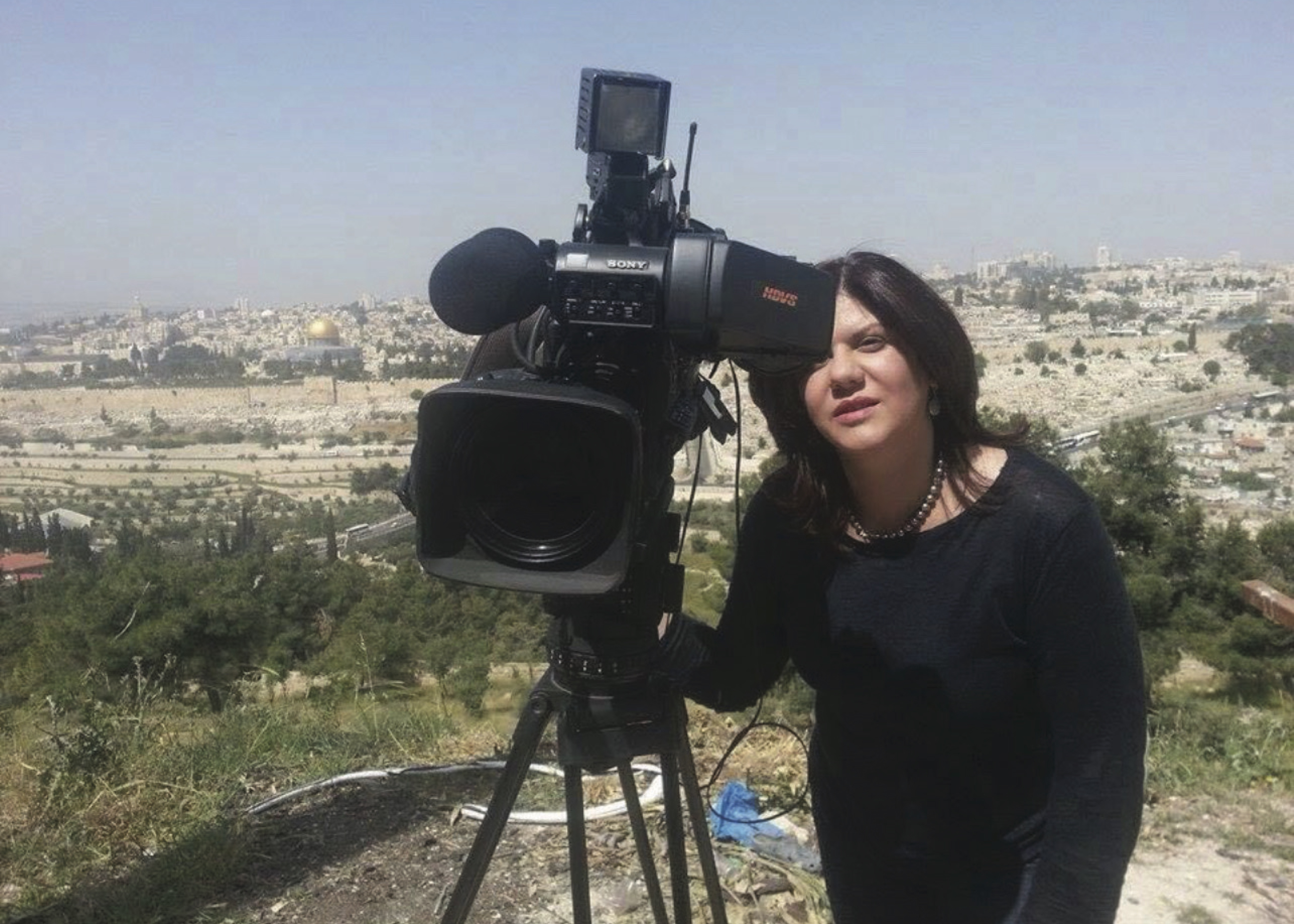
Novinářka při práci pro Al-Džazíru
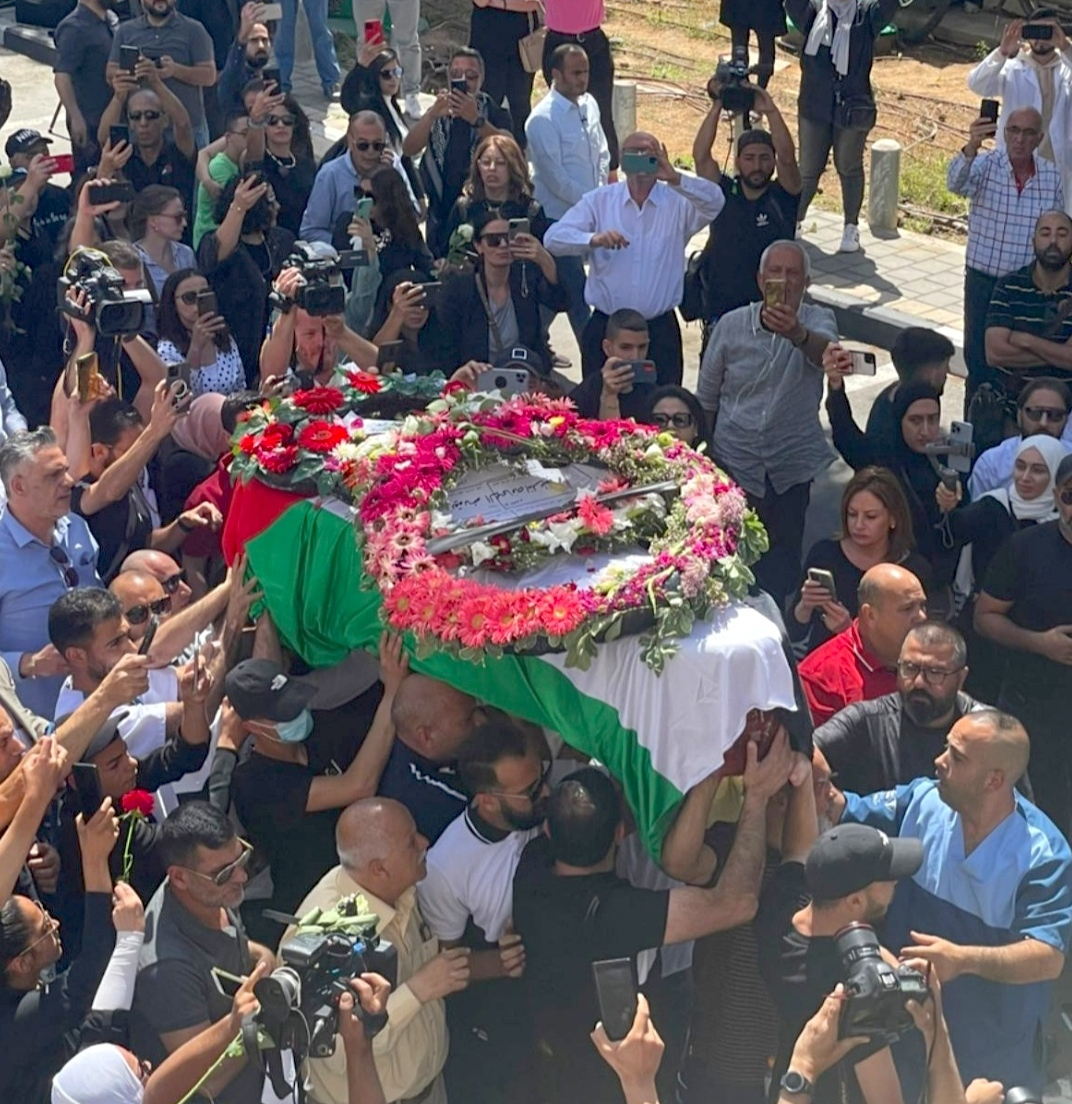
Pohřeb Širín abú Aklehové